# Ниртан
Ниртан — дезинфицирующее средство, представляющее собой композицию на основе хлорида алкилтриметиламмония (четвертичное аммонийное основание).
Ниртан — порошок светло-желтого цвета со слабым специфическим запахом.
Устойчив при хранении, не изменяет своих свойств в течение 5 лет.
Ниртан хорошо растворим в воде. Водные растворы ниртана светло-соломенного цвета, слегка мутноваты, слегка опалесцируют, пенятся, имеют слабый запах, не портят обрабатываемые предметы, не вызывают коррозии металлических предметов, не обесцвечивают ткани, обладают хорошими смачивающими и моющими свойствами. Растворы не теряют своей активности при длительном хранении.

## Бактерицидное действие
Ниртан оказывает высокое бактерицидное действие в отношении грамположительных и грамотрицательных микроорганизмов. Его эффективность в 1,5-2,5 раза выше по сравнению с чистым алкилтриметиламмоний хлоридом.
Растворы ниртана в концентрации 0,33-0,17 % (0,05-0,025 % по АДВ) вызывают гибель бактерий (дифтерийная палочка, зеленящий стрептококк, кишечная палочка, шигеллы, сальмонеллы, вульгарный протей, синегнойная палочка) в течение 5-20 минут, возбудители чумы и мелиоидоза погибают в 0,1 % растворах препарата (0,015 % по АДВ) в течение 10-20 минут, патогенные дерматофиты — в 3,0-5,0 % (0,45-0,75 % по АДВ) за 30-120 минут. Препарат не эффективен в отношении микобактерий туберкулеза, вирусов, споровых форм бактерий.

## Дезинфицирующий эффект
Применение растворов ниртана позволяет объединить химический и механический методы дезинфекции, в результате чего усиливается дезинфицирующий эффект.

## Токсичность
Ниртан является умеренно токсичным препаратом, относится к III классу опасности по ГОСТ 12.1.007-76. ЛД50 при введении в желудок (мыши, крысы) составляет 1835—2500 мг/кг живого веса. В рекомендуемых для применения концентрациях препарат не оказывает кумулирующего, кожнорезорбтивного, местно-раздражающего и сенсибилизирующего действия. При вдыхании раздражает органы дыхания.

## Приготовление рабочих растворов
Рабочие растворы ниртана готовят в любой посуде. Ниртан тщательно размешивают в воде.

## Применение рабочих растворов
Растворы ниртана применяют:
- для текущей и заключительной дезинфекции в очагах кишечных и капельных инфекций бактериальной этиологии (брюшной тиф, дизентерия, сальмонеллезы, токсикоинфекции, дифтерия и т. д.) и особо опасных инфекций (чума, мелиоидоз);
- для текущей и профилактической дезинфекции в детских и лечебно-профилактических учреждениях (хирургические отделения, родильные дома и т. д.), при чуме и мелиоидозе при работе в лабораториях;
- для обеззараживания белья, посуды (при чуме и мелиоидозе — также лабораторной посуды и лабораторного белья), игрушек, помещений, предметов обстановки, санитарно-технического оборудования и других объектов.

## Нормативные документы
- Методические указания по применению ниртана для дезинфекции (Утверждены Заместителем начальника Главного управления карантинных инфекций Министерства здравоохранения СССР О. Г. Имамалиевым 20.07.1983 n 28-6/21)